# 天津市商务局
天津市商务局是中华人民共和国天津市人民政府主管内外贸易和对外经济合作工作的组成部門。

## 主要职责
- 贯彻执行国家内外贸易和国际经济合作的法律、法规和方针政策，起草相关地方法规和规章草案；研究天津市内外贸易和国际经济合作的发展战略，拟订天津市内外贸易和国际经济合作的中长期发展规划及年度计划，并组织实施。
- 研究天津市流通产业发展战略，提出流通体制改革的意见，培育发展城乡市场，推进流通产业结构调整和连锁经营、物流配送、电子商务等现代流通方式，拟订商品流通、物流配送重点设施的布局规划。
- 研究拟订规范市场运行、流通秩序的政策，监测分析市场运行和商品供求状况，组织实施重要消费品市场调控和政府储备及重要生产资料流通管理。
- 负责商品流通和生活服务业的行业管理，负责全市成品油、化肥、煤炭流通的管理；对拍卖、典当、实物租赁、旧货流通、再生资源回收等特殊流通行业进行监督管理；负责生猪定点屠宰管理。
- 负责天津市商品进出口贸易、技术贸易和国际服务贸易管理工作；负责进出口经营资格、进出口商品配额和许可证、加工贸易的管理工作；制订技术和成套设备出口政策措施；指导协调全市国际服务贸易工作；负责全市机电产品进出口和进口机电设备采购项目招投标活动的管理工作，认定招标机构资格；负责国际货运代理行业的管理；指导和管理全市会展业。
- 协调指导天津市外贸促进和信用体系建设，建立完善全市进出口公平贸易预警机制，组织协调反倾销、反补贴、保障措施及其他与进出口公平贸易相关的工作；负责涉及天津市的世界贸易组织有关事务的综合协调工作。
- 指导管理全市直接利用外资工作，制订直接利用外资政策措施；依法核准限额以上、限制投资和涉及配额、许可证管理的外商投资企业的设立和变更事项；监督外商投资企业执行法律、法规、规章及合同、章程的情况；综合协调和指导全市各级经济技术开发区对外经贸工作。
- 负责全市对外经济合作工作；审核外经企业经营权，审核、管理全市境外企业和机构（金融企业除外），负责对外承包工程、劳务合作、设计咨询等业务的管理，负责天津市对国外多双边经济、技术援助的有关工作；负责天津市与香港、澳门特别行政区及台湾地区的经济合作与交流工作。
- 负责天津市商务对外宣传工作；负责全市商务信息网络和电子商务建设；协同有关部门开展全市翻译系列、国际商务师和商务行业专业技术职称的评审工作；负责全市商务人才的教育、培训、交流工作；指导相关商会、协会、学会的工作。
- 负责天津市经贸团组和人员的出国审批工作，审核邀请外商来津工作，负责组织重要经贸外事活动，指导和管理全市经贸外事的联络和接待工作。
- 负责天津市商业、对外经贸和旅游系统企业国有资产监管工作。
- 承办市委、市政府交办的其他事项。[2]

## 各处室职能
- 办公室
- 研究室
- 法规处(公平贸易处)
- 外事处
- 财务处
- 贸发处
- 产业处
- 服贸处
- 国际经贸关系处
- 外经处
- 运行处
- 市场规划处
- 市场建设处
- 商贸服务业处
- 流通业发展处
- 秩序处
- 外资综合处
- 利用外资发展处(开发区处)
- 外企处
- 服务外包处
- 外贸综合处
- 电子商务处
- 新闻处
- 人教处
- 安监处
- 党群处
- 机关党委
- 老干部处
- 纪检组[3]

## 下属机构
- 天津市对外经济贸易服务中心
- 天津对外经济贸易职业学院
- 天津市市场信息中心
- 天津市外商投资联络处
- 天津市对外经济贸易信息中心
- 天津商业发展中心
- 香港津联集团有限公司天津办事处[4]